# Ivo Ron
Ivo Ron (* Guayaquil, Provincia del Guayas, Ecuador, 16 de enero de 1967) es un exfutbolista ecuatoriano que jugaba de volante ofensivo.

## Trayectoria
Su carrera empezó a los 14 años de edad cuando Ivo Ron se federó para poder jugar en Autoridad Portuaria, un equipo de Segunda Categoría donde jugó de delantero en los torneos infantiles, juveniles y de Segunda.
En 1983 su club se iba a entrenar en las canchas de Fertisa en la ciudad de Guayaquil, donde justamente también entrenaba Emelec. Un día Ivo se enfrentó en un partido de entrenamiento con el club de primera de Emelec, ahí lo vio Eduardo García, dirigente de esa época y le pidió que vaya al club. Portuaria vendó su pase a Emelec en 120.000 sucres.
En su primer año con su nuevo club, Ivo participaba en los torneos juveniles. El 12 de mayo de 1984 el y Kléber Fajardo debutaron en primera, ante Deportivo Quito. En 1991 marcó el primer gol en la reinauguración del estadio George Capwell, en un partido ante Universitario de Perú.
En 1993 pasó al Deportivo Quito, donde jugó un año. Volvió a Emelec al año siguiente, salió campeón y fue nombrado como el Mejor Jugador del Año. En 1997 en un partido de Copa Libertadores de Emelec contra Racing de Avellaneda, sufrió una lesión que lo alejó de las canchas definitivamente, retirándose del fútbol a sus 30 años.

## Selección nacional
Fue internacional con la selección de fútbol de Ecuador en 10 ocasiones. Su debut fue ante la selección de Perú en un partido amistoso el 6 de junio de 1991. 

### Participaciones enCopas América
| Torneo                 | Sede                   | Resultado              | PJ | GA | Asis |
| ---------------------- | ---------------------- | ---------------------- | -- | -- | ---- |
| Copa América 1991      | Chile                  | Fase de grupos         | 2  | 0  | 0    |
| Copa América 1995      | Uruguay                | Fase de grupos         | 1  | 0  | 0    |
| Total en Copas América | Total en Copas América | Total en Copas América | 3  | 0  | 0    |

## Clubes
| Club            | País    | Año       |
| --------------- | ------- | --------- |
| Emelec          | Ecuador | 1984-1992 |
| Deportivo Quito | Ecuador | 1993      |
| Emelec          | Ecuador | 1994-1997 |

## Palmarés

### Campeonatos nacionales
| Título                 | Club   | País    | Año  |
| ---------------------- | ------ | ------- | ---- |
| Campeonato Ecuatoriano | Emelec | Ecuador | 1988 |
| Campeonato Ecuatoriano | Emelec | Ecuador | 1994 |

### Campeonatos internacionales amistosos
| Título                                    | Club   | Año  |
| ----------------------------------------- | ------ | ---- |
| Copa Ciudad de Guayaquil                  | Emelec | 1988 |
| Reinauguración del estadio George Capwell | Emelec | 1991 |
| Copa Saeta Internacional                  | Emelec | 1992 |

### Distinciones individuales
| Distinción                               | Año  |
| ---------------------------------------- | ---- |
| Mejor Jugador del Campeonato Ecuatoriano | 1994 |

- Datos: Q1921677